# Manastir Lipovac
Manastir Lipovac samostan je Srpske pravoslavne crkve koji se nalazi u mjestu Lipovac kod Aleksinca.

## Povijest
Podignut je u drugoj polovici 14. stoljeća na izvoru Sanstefanske rijeke, kod stijene Leskovik na kojoj se nalazio utvrđeni grad. Prvobitno je crkva podignuta kao pridvorna crkva nepoznatog lokalnog velikaša (velmože). On je s obitelji pokopan u njezinom jugozapadnom dijelu, u bogato obdarenim grobnicama. Prvobitno manastirska bogomlja bila je posvećena Sv. arhiđakonu Stefanu.
Krajem stoljećaa, monah Gerasim 1399. godine crkvi dogradio je narteks i živopisao ga. Crkva je tada pretvorena u samostan, čijem vlastelinstvu su srpski knezovi Stefan i Vuk Lazarević dodali i neke svoje vinograde.
Tijekom otomanskog doba, manastir Lipovac spominje se u njihovim defterima. Njegova unutrašnjost ponovno je živopisana krajem 15. stoljeća i dijelovi tog slikarstva danas mogu se vidjeti na pandatifima i kupolnom tamburu.
U 19. stoljeću, samostanski kompleks dobio je nov konak, koji je podignut sjeverozapadno od same crkve, kojoj je 1938. godine na zapadnoj strani dozidana kula zvonara velikih dimenzija. Tom prigodom ruski slikar iz Moldavije Ivan Dikin oslikao je cjelokupnu unutrašnjost manastirske crkve.